# セント・ピーター教区 (ドミニカ国)
セント・ピーター教区（英語: Saint Peter Parish）は、ドミニカ国の行政教区。島の北西部に位置する。面積は32.6平方キロメートル
、人口は1,371人（2011年国勢調査）。国内では最も人口が少ない。
集落の多くはカリブ海沿いにあり、大きく北のデュブランおよびビオセ地域、南のコリオー地域に区分できる。内陸部は熱帯雨林が広がっており、ネイチャー・トレイルの開始地点となるシンジゲート（Syndicate）までは車道が通っている。国内最高峰のディアブロティン山は東のセント・アンドリュー教区との境に位置しており、シンジゲートから登山することが可能（なおセント・アンドリュー教区側からはできない）。

## 主要都市
教区の行政中心地はない。
- ビオセ（ドイツ語版） (Bioche)
- コリオー (Colihaut)
- デュブラン（英語版） (Dublanc)